# Фавазір Рамадан
Фавазір Рамадан (масрі فوازير رمضان,  іноді латинізоване як Fawazir) — єгипетське радіо- та телевізійне шоу, яке транслювалося протягом місяця Рамадан. Шоу було найуспішнішим з 1975 по 1995 рік, і в ньому містилися загадки, акторські сцени та ретельно поставлені танцювальні номери.
Наприкінці місяця глядачі могли розгадати загадки та виграти призи. Шоу було припинено з появою більшого вибору програм через такі послуги, як супутникове телебачення. Серед консерваторів також існувало відчуття, що в програмі було занадто багато чуттєвості і танців.

## Історія
Серіал розпочався в 1961 році як єгипетське радіошоу під назвою «Як кажуть», ведучою якого була Амаль Фахмі. У 1967 році Фавазір Рамадан вперше транслювався на телебаченні. Слово фавазір (فوازير) означає «загадки»; щодня протягом місяця Рамадан транслювався випуск програми із загадкою наприкінці. Відповіді на 30 загадок не були розкриті до кінця Рамадану; глядачі могли виграти призи, розв'язавши їх.
Більшість вмісту Фавазір Рамадан складалася з «фантастичних» музичних наративів з арабської історії, які включали ретельно хореографічні танцювальні процедури, у стилі Боллівуду, з танцем живота та екстравагантними костюмами. Епізоди починалися з танцювальної послідовності, після якої йшли загадки та драматичні сцени. У шоу також брали участь герої мультфільмів.
Фавазір Рамадан став дуже популярним і невіддільною частиною Рамадану. Його найуспішніший період тривав з 1975 року, коли Неллі почала з'являтися в шоу, до 1995 року. Ще більше збільшило кількість прихильників Фавазіра Рамадана долучення акторки Шеріхан в 1985 році. Поява Шеріхан, зокрема, справила сильний вплив на культуру арабомовного світу. Багато інших видатних єгипетських акторів і артистів також з'явилися на шоу, включаючи Фуада ель-Мохандеса та тріо Толаті Адваа Ель Масра. Актриси-початківці знайшли себе, беручи участь у танцювальних сценах.
Частково через критику Фавазір Рамадан як надто світського — дехто особливо заперечував проти включення в нього чуттєвості й танців — шоу було припинено. Поширення супутникового телебачення та велика кількість програм, що стали доступними, також стало чинником загибелі Фавазір Рамадан.

## Спадщина
Незважаючи на критику, зокрема за «смішні візуальні ефекти та кричущі костюми», шоу викликає ностальгію у багатьох мусульман. The National висловив думку, що «телевізійний запій розпочався наприкінці 1970-х і на початку 1980-х… коли Фавазір Рамадан почав з'являтися на телебаченні».
Fawazeer Cassette, який дебютував у 2022 році та повторює сценки та загадки з Фавазір Рамадан, був описаний Jordan News як «ностальгічна данина Рамадану великій епосі».
У дусі Фавазір Рамадан Chevrolet Arabia випустила рекламу, яка замість автомобілів ставить перед глядачем загадки.